# Опсада Тулуза
Опсаду Тулузе извршили су крсташи од октобра 1217. до јуна 1218. године. Део је Катарског крсташког похода, а завршена је неуспехом и погибијом крсташког вође Симона од Монфора.

## Опсада
Симон је први пут опсео Тулузу 1216. године, али су га браниоци успешно одбили. Године 1216. успео је да заузме град и прогласи се грофом Тулузе, али је Ремон VI, легитимни гроф, 12. септембра 1217. године успео да поврати власт. Симон је октобра исте године поново покушао да освоји Тулузу. Међутим, како је располагао малим бројем војника, опсада је завршена неуспехом. Сам Симон је под зидинама града погинуо.